# Estación de Estarreja
La Estación Ferroviaria de Estarreja, más conocida como Estación de Estarreja, es una plataforma de la línea del Norte, que sirve a la localidad de Estarreja, en Portugal.

## Descripción

### Localización y accesos
La estación se encuentra junto a la localidad de Estarreja, en frente de la avenida Vizconde Salreu.

### Vías y plataformas
En enero de 2011, poseía seis vías de circulación, con longitudes entre los 448 y 632 metros; las plataformas presentaban todas 220 metros de extensión y 90 centímetros de altura.

## Historia

### Inauguración
La construcción de la línea del Norte, realizada por la Compañía Real de los Caminhos de Ferro Portugueses, avanzó en dos frentes, a partir de Entroncamento hacia el Norte y de Vila Nova de Gaia hacia el Sur; este último frente alcanzó hacia Estarreja el 8 de julio de 1863, habiendo la línea continuado hacia el Sur a partir de esta estación, llegando a Taveiro el 10 de abril de 1864. Después de la inauguración del tramo hasta Taveiro, fueron organizados servicios mixtos entre Coímbra y Vila Nova de Gaia, transitando por todas las estaciones en este tramo, incluyendo Estarreja.

### sigloXX
El presupuesto de la Compañía Real para 1903 incluyó, entre otros ítems, la ampliación de las vías y de las plataformas, en el interior de esta estación.
El 1 de agosto de 1926, fue inaugurado un servicio de transporte viario, para el transporte de pasajeros, mercancías y equipajes, entre esta estación y el despacho central en Pardelhas, sirviendo, por el camino, las localidades de Veiros, Santa Luzia, Monte y Murtosa; realizado por autobuses, este servicio era prestado por la Empresa de Transportes de la Murtosa Ld.ª. En junio de 1934, la Compañía de los Caminhos de Ferro Portugueses inauguró un servicio propio de transporte viario, entre esta estación y Murtosa, donde fue instalado un despacho central.
En 1933, la Compañía de los Caminhos de Ferro Portugueses realizó obras de reparación y mejora en el edificio de pasajeros de esta estación.